# 美国梦

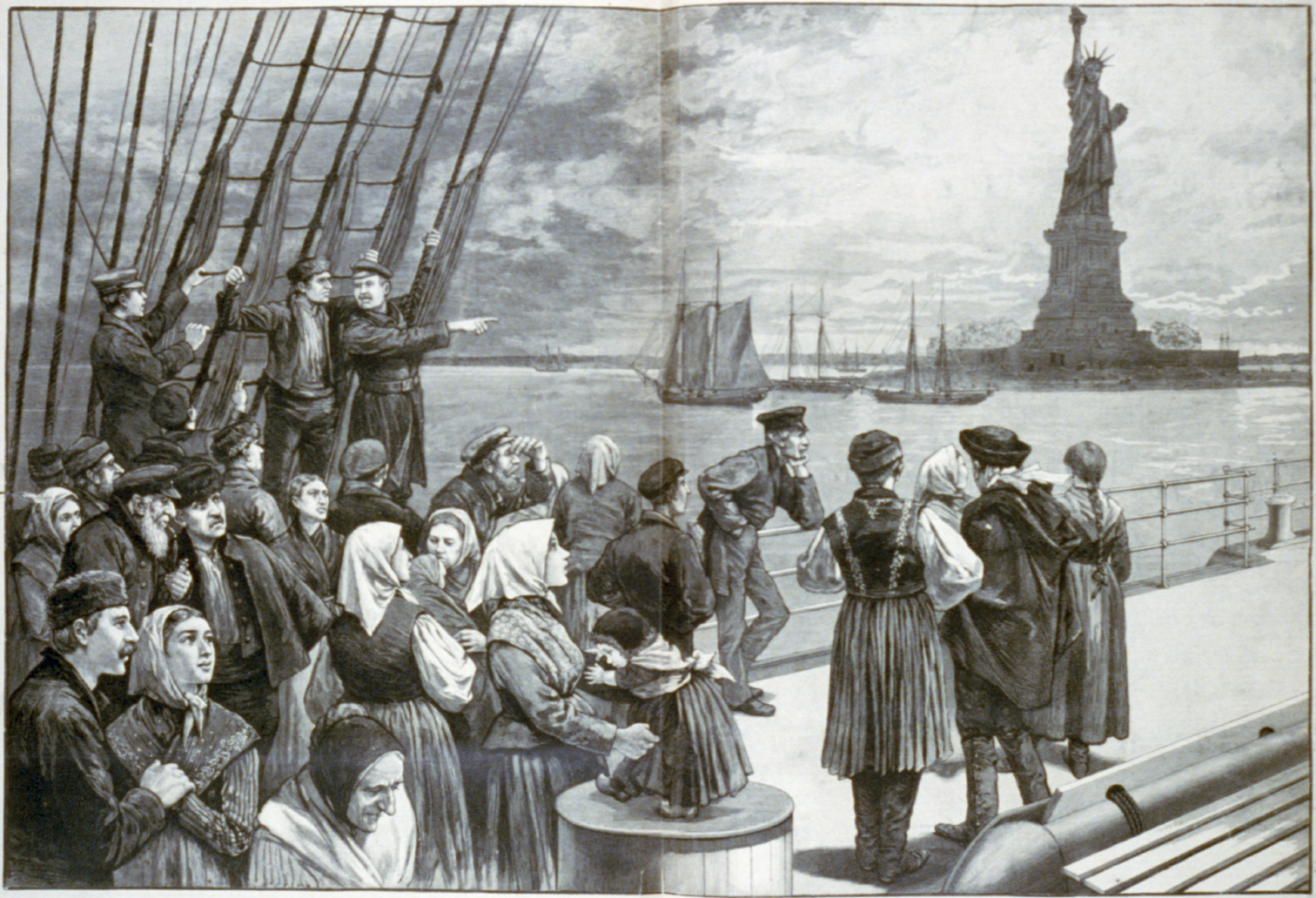
乘船至美國的移民者對美國第一眼印象，是紐約港前自由女神像，这座雕像成为了美国梦的一个象徵。

美國夢（英語：American Dream）是美國的一種理想（民主，權利，自由，機會和平等），其中自由包括繁榮與成功的機會，以及向上流動性。人們相信通過自己的工作勤奮、勇氣、創意、和決心邁向富裕，而非依賴於特定的社會階級和他人的援助。通常這代表了人們在經濟上的成功或是企業家的精神。許多歐洲移民都是抱持著美國夢的理想前往美國的。在美國擁有的經濟自由相當多，政府扮演的角色相當有限，這使得美國的社會流動性極大，任何人都有可能透過自己的努力邁向巔峰。
詹姆斯·特魯斯洛·亞當斯在1931年將“美國夢”定義為，“無論每個人的社會階層或出生環境如何，生活都應該變得更好，更豐富，更豐裕，每個人都有機會根據能力或成就而定”。
美國夢植根於《獨立宣言》，該宣言宣稱“所有人生而平等創造”，並享有“生命，自由和追求幸福的權利”。此外，美國憲法提倡類似的自由。序言：“為我們和我們的後代爭取自由而祝福”。
依據歷史學家的說法，美國快速的經濟發展和工業擴張並非只是因為美國的自然資源豐富，更是因為所有人都有機會藉由自己的奮鬥而獲取財富。

## 歷史
“美國夢”的定義已隨著歷史改變，如今，美國夢同時包含了個人部分（例如房產權以及提升個人社經地位）與世界觀。從歷史上來說，美國夢源自於充滿神秘色彩的美國舊西部。1774年，維吉尼亚皇家總督說：
美國人一直覺得，那片還未開發的西部比他們居住的東部還要好的多...他們已經找到了樂園了，但他們一聽說在遙遠的西邊生活品質更好，仍會追求那種生活

現今，這種民族精神隱含著美國人民，只要肯努力，都有成功的機會。依美國夢的精神來說，美國夢給了孩子機會，讓他們在沒有人為阻礙的環境下，健康的成長、受良好的教育，以及找到好工作；給了每個人民機會，讓他們抉擇時，不會因為出生階級、種姓、信仰、種族、種族淵源而有先前的限制。例如，美國新移民支持擁有他們自己種族語言的報紙，而那些報紙編輯也都宣揚著美國夢，劳伦斯·赛谬尔反驳道: 
对很多劳工及中产阶级的人来说，提升社经地位被他们奉为美国梦的宗旨，为了给自己及后代更好生活而积极的改变命运，大致上这就是这个国家的人民的生活模式。认真工作、存点钱、送小孩上大学让他们过更好的生活、在四季如春的地方享受退休生活，这就是我们心中的美国梦。

### 19世紀
在十九世紀，很多受過高等教育的德國人從1848年的德意志革命中逃了出來。他們嚮往美洲新大陸的政治自由，一個沒有種族分級和知識分子階級制度的社會來限定每個人的抱負。其中一人解釋道:
這些來自德國的新移民來到這個自由之邦，沒有專制、特權、專賣制度、高額稅制、強制信仰及道德觀，人有居住遷徙自由。不需要護照，也不會有警察干預他們的行動。忠誠及向善，這兩項特質被他們奉為圭臬。不管貧窮或富有、學歷高低，人人平等。在這片土地上，德國人可以追求自己想要的地位。一個人擁有的財富及不動產所有權並不會影響他的參政權。在這裡，沒有分地位高低，沒有特權制度，沒有常備軍來壓迫人們的道德觀，削弱人們的體力，也沒有一大群尸位素餐的公僕。最重要的一點，在這裡沒有王儲和腐敗的宮廷自恃著天賦特權。所以這裡人民能盡情展現才能、活力以及鍥而不捨的人民精神。
1849年加利福尼亞掏金熱，讓許多人盼著一夕致富，真的有一些人找到了。所以，一夕成功的加利福尼亞夢就出現了。歷史學者布蘭德斯注意到了.美國掏金熱退潮後的時期--加利福尼亞夢遍及全美國:
以前，美國夢是有關清教徒和富蘭克林的窮理查年鑑，那群人會因為一點一滴累積的小錢而感到滿足，年復一年過著千篇一律的生活。然而，現在的美國夢，賺錢要立即有效率，講求的是膽量和運氣。美國掏金熱開始後，黃金夢成為很重要的美國精神。

### 20世紀
歷史學者詹姆斯·特拉斯洛·亞當斯1931年的著作，《美國史詩》，讓美國夢一詞普及化，書中提到：
  其實我們早就有美國夢，這個夢想包含了一個理想之地，在那裡，大家都有更好更富裕更滿足的生活，能依自己的能力掙到自己想要的一切。然而，歐洲上流社會很難理解美國夢，而且我們很多人早已厭倦了這個想法，也開始質疑它了。可以這麼說，美國夢不代表高薪和汽車，它是一種社會制度，在這個體制下，儘管先天條件可能有影響，但是大家都盡展所能，在自己的專業上被肯定。
隨後他又提到：
從過去的幾世紀以來，美國夢已吸引了好幾千萬人跟風，而最重要的一環還是物質富裕，但它早就不只有滿足物質需求這麼簡單了。美國夢現在被賦予了更多意義。美國夢已經是個完整的概念，就像個發育完成的成人，它並沒有被以前文明化過程中出現的一些阻礙給妨礙了發展，也沒有被那些有利於上流社會的社會制度給壓迫了發展。
馬丁·路德·金恩在《一封来自伯明罕市監獄的信》其中提到了黑人在黑人民權運動中對美國夢的訴求，信中寫道:
我們會贏得自由，因為我相信我們一直以來的訴求體現了國家神聖的傳統以及上帝那千古不變的意念。被剝奪權力的上帝之子正「坐」在餐廳用餐，但事實上他們正「站著」，站在真理上，展現出美國夢的真諦，以及猶太基督共有的傳統裡最寶貴的價值。因此把民主的初衷帶回來，而這些初衷被開國創始人充分應用在美國憲法及美國獨立宣言的構想。

### 21世紀
到了21世紀，許多觀點認為美國夢正在逐漸破滅，如普利茅斯岩石集团创始人兼首席执行官詹姆斯•M.斯通說：「收入和财富不均状况已经严重恶化，美国梦背后的理念，即『富有才干和努力工作的公民就可以自由地从一个阶级晋升到另一个阶级也逐渐失真。』」。他認為这种不均状况令人担忧，因为如果无法“将多元化保持在一个健康的程度”，民主也会自身难保。
內華達大學拉斯維加斯分校政治系助理教授王宏恩在給《螺絲愈來愈鬆》寫推薦序時認為「過去的美國夢已逝，但美國人的美夢還沒醒，這本書可以是另一個掩耳盜鈴，也可以是暮鼓晨鐘。」。他說：
當資本得以跨國移動，工廠逐漸搬遷海外，更低價但低品質的產品被運回美國驅逐良幣之後， 美國的貧富差距開始擴大。許多書中的小人物，在一次次的失敗與摧殘之後，才驚覺已經無法與父母、祖父母一樣可以在同一個工廠生產線上安身立命。控制跨國資本集團的菁英，覺得逐利天經地義，覺得自己的地位都是自己打造出來的，並不需要對底層人民負責，也不需要對美國負責。最後則是卡在中間的中產階級，一些帶著理想往上爬，但馬上就被醬缸染黑；一些則在意外或上層貪婪的陷害中墜入底層，從此再也爬不上來，代代只有毒品與監獄相伴。

## 文學
美國夢的概念常常被運用在不是很正式的言談中，所以學者就追朔到美國夢在美國文學的運用，範圍從《富蘭克林自傳》到馬克·吐溫的《頑童歷險記》(1884)、薇拉·凱瑟的《我的安東尼亞》、法蘭西斯·史考特·基·費茲傑羅的《大亨小傳》(1925)、西奧多·德萊賽的《美國的悲劇》(1925)以及托妮·莫里森的《雅哥》(1977)。其他以美國夢為主題的作家有亨特·斯托克頓·湯普森、愛德華·阿爾比、約翰·史坦貝克、朗斯頓·休斯以及詹尼納·布拉斯基。亞瑟·米勒的推銷員之死也有提到美國夢，故事的的男主角韋利，就在追尋美國夢。正如蔡(1994)所說，美國夢也不斷出現在其它文學作品中，例如亞裔美國人寫的小說。
很多美國作家為了解釋自己的觀點，在作品中會以美國理想為主題，或是，做為概念之一重複出現。有很多理想出現在美國文學，例如，人人平等、美利堅共和國是希望之地、獨立是有價值的、美國夢不是遙不可及的夢想以及認真努力就會成功，當然不只有以上這些。約翰·溫斯羅普也寫下了相關的詞彙，叫做美國例外論。這套理論就是說美國人是被上帝選出來的一群人，而他們代表著希望。

## 大众文化

### 電影
- 2006年電影《追求美國夢》，休·葛蘭飾演Martin Tweed。

### 書籍
湖北新化人晏萍，《美國夢之歌》，台灣商務出版社，出版日期：2006/10/01，ISBN 9570520922。（繁體中文）

### 電子遊戲
2007年發售的《俠盜獵車手4》，遊戲主題為一個歐洲非法移民來美國追求美國夢的故事。

## 事例
- 法蘭克·卡普拉：奧斯卡最佳導演獎得獎導演、工程師、美國陸軍上校。1897年生於義大利西西里島，1903年隨當時的義大利移民潮移民至加州。父親為果農。
- 伊麗莎白·雅頓：企業家、化妝品牌「伊麗莎白·雅頓」創辦人。原名佛羅倫絲·南丁格爾·格拉罕。1878年生於加拿大，1909年移民至紐約市。曾任藥廠會計。
- ：美國國務卿、美國國家安全顧問。1923年生於德國，1938年因躲避納粹迫害而移民至紐約市。父親為中學教師。
- 安迪·葛洛夫：英特尔首席运营官，CEO，董事长。1936年生于布达佩斯。1956年逃离匈牙利，辗转到达纽约，后毕业于纽约州立大学，获加州大学伯克利分校博士学位。1968年入主英特尔公司，1976年成为首席运营官，1987年接任英特尔公司CEO，1997年成为英特尔公司董事长。
- 馬德琳·歐布萊特: 美國國務卿、美國駐聯合國大使，同時也是任職此職位的首位女性，1937年生於捷克斯洛伐克，1948年因其父反對共產黨而移民美國。父親為外交官，同時也是位大學教授。